# Włodzimierz Kotoński
Włodzimierz Kotoński (ur. 23 sierpnia 1925 w Warszawie, zm. 4 września 2014 tamże) – polski kompozytor, pierwszy polski twórca muzyki elektronicznej, pedagog.

## Życiorys
Ukończył kompozycję w Państwowej Wyższej Szkole Muzycznej w Warszawie u Piotra Rytla (1951). Studiował też prywatnie kompozycję u Tadeusza Szeligowskiego i fortepian u Marceliny Kimontt-Jacynowej.
Interesował się folklorem podhalańskim, co widać w kompozycjach (Tańce góralskie na orkiestrę) i pracach teoretycznych. W latach 1957–1961 uczestniczył w Międzynarodowych Kursach Wakacyjnych Nowej Muzyki w Darmstadcie.  Od 1967 był wykładowcą w Państwowej Wyższej Szkole Muzycznej w Warszawie, w 1972 otrzymał tytuł docenta, od 1983 profesor nadzwyczajny, od 1990 profesor zwyczajny. 1972–1973 był dziekanem wydziału kompozycji, dyrygentury i teorii muzyki. Prowadził wykłady z kompozycji oraz z muzyki elektronicznej i komputerowej.
W latach 1970–1971 przebywał na stypendium Berliner Künstlerprogramm w Berlinie Zachodnim, prowadził także klasę kompozycji i wykłady z muzyki na taśmę w Królewskiej Akademii Muzycznej w Sztokholmie (1971), w Uniwersytecie Stanowym w Buffalo (1978) oraz w Rubin Acadademy of Music w Jerozolimie (1989).  Od 2008 był przewodniczącym jury Nagrody Mediów Publicznych w dziedzinie współczesnej muzyki poważnej OPUS.
Do jego uczniów należą m.in. Jacek Grudzień, Jarosław Kapuściński, Krzysztof Knittel, Stanisław Krupowicz, Hanna Kulenty, Weronika Ratusińska, Anna Ignatowicz-Glińska, Paweł Mykietyn, Edward Sielicki, Owen Leech, Paweł Szymański.
Zmarł w Warszawie, pochowany 11 września 2014 na cmentarzu Bródnowskim (kwatera 36A-1-26).

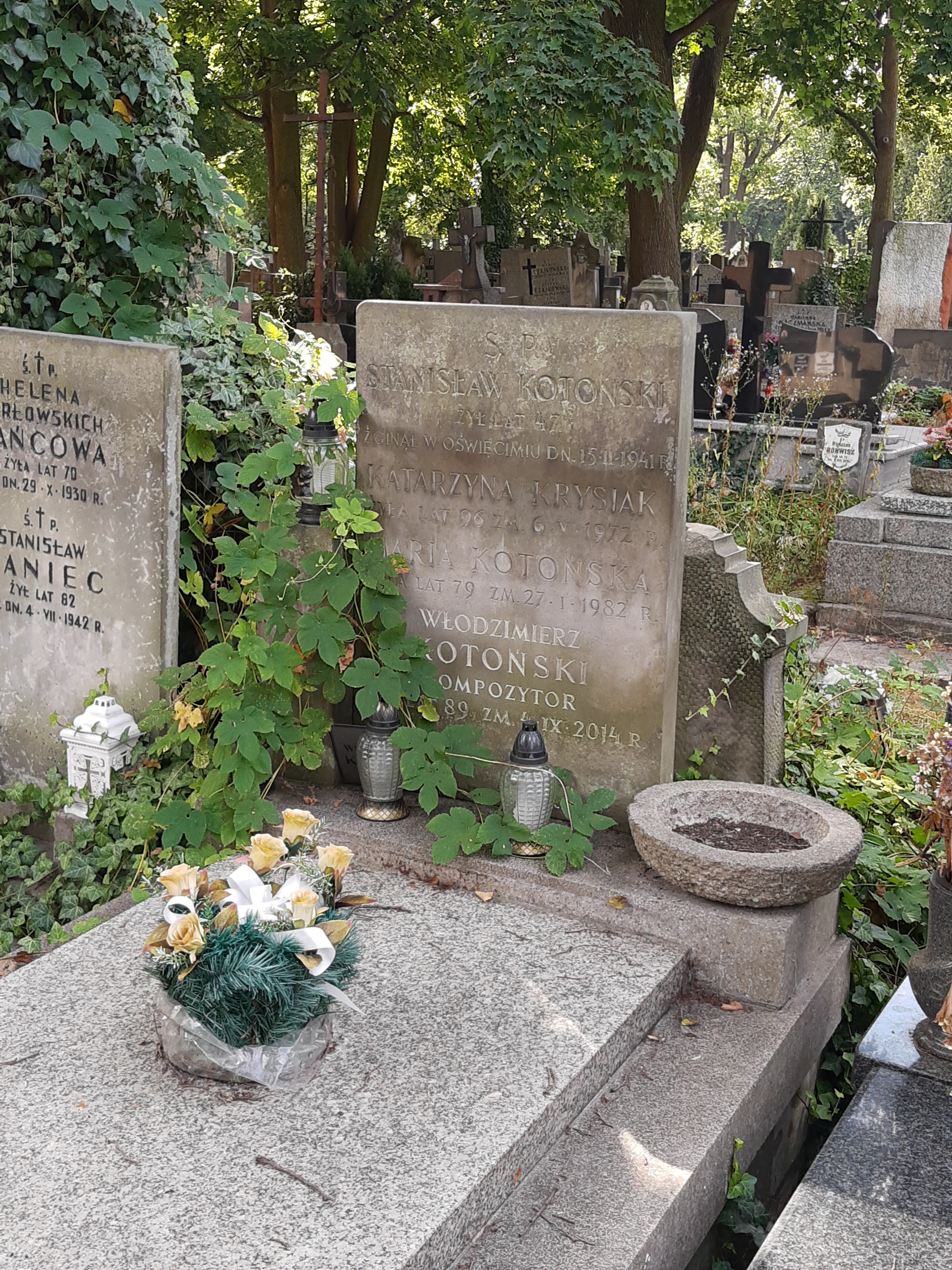
Grób Włodzimierza Kotońskiego

## Ordery i odznaczenia
- Krzyż Oficerski Orderu Odrodzenia Polski (1982)[4]
- Krzyż Kawalerski Orderu Odrodzenia Polski (1974)[4]
- Złoty Krzyż Zasługi (11 lipca 1955)[5]
- Medal 10-lecia Polski Ludowej (19 stycznia 1955)[6]
- Złoty Medal „Zasłużony Kulturze Gloria Artis” (12 października 2006)[7]

## Nagrody
- 1973: Nagroda Ministra Kultury i Sztuki
- 1976: Nagroda Związku Kompozytorów Polskich
- 1979: Nagroda Przewodniczącego Komitetu do Spraw Radia i Telewizji

## Wybrane kompozycje
- Sny o potędze na sopran, harfę i smyczki do słów Leopolda Staffa (1948)
- Poemat na orkiestrę (1949)
- Tańce góralskie na orkiestrę (1950)
- Quartettino na 4 rogi (1950)
- Romans i toccata na harfę (1951)
- Szkice baletowe - suita na orkiestrę (1951)
- Cztery preludia na fortepian (1952)
- Preludium i passacaglia na orkiestrę (1953)
- Pięć miniatur na skrzypce i fortepian (1955)
- Sześć miniatur na klarnet i fortepian (1957)
- Muzyka kameralna na 21 instrumentów i perkusję (1958)
- Musique en relief, cykl 5 miniatur na 6 grup orkiestrowych (1959)
- Etiuda na jedno uderzenie w talerz, muzyka konkretna (1959)
- Trio na flet, gitarę i perkusję (1960)
- Concerto per quattro (wersja I) na harfę, klawesyn, gitarę, fortepian i orkiestrę kameralną (1960)
- Canto per complesso da camera (1961)
- Selection I dla 4 wykonawców jazzowych (1962)
- Pezzo per flauto e pianoforte (1962)
- Musica per fiati e timpani (1963)
- Mikrostruktury na taśmę (1963)
- Monochromia na obój solo (1964)
- Kwintet na instrumenty dęte (1964)
- Concerto per quattro (wersja II) na harfę, klawesyn, gitarę, fortepian i orkiestrę kameralną (1965)
- A battere na gitarę, altówkę, wiolonczelę, klawesyn i perkusję (1966)
- Klangspiele (Gry dźwiękowe) na 2 taśmy i 4 wykonawców przy pulpitach mikserskich (1967)
- Pour quatre na klarnet, puzon, wiolonczelę i fortepian (1968)
- Muzyka na 16 talerzy i smyczki (1969)
- AELA, czyli gra struktur aleatorycznych na jednym dźwięku harmonicznym, muzyka elektroniczna (1970)
- Eurydice na taśmę (1970)
- Multiplay, teatr instrumentalny na sześć instrumentów dętych blaszanych (1971)
- Albumblatt, Hermann Moeck zum 75-ten Geburstag, na flet solo (1971)
- Concerto per oboe na obój (także obój miłosny), 6 instrumentów dętych i orkiestrę (1972)
- Promenada I, teatr instrumentalny na 4 wykonawców (1973)
- Promenada II, teatr instrumentalny na 3 syntezatory, klarnet, puzon i wiolonczelę (1973)
- Harfa Eola na sopran i 4 instrumentalistów (1973)
- Musical Games, teatr instrumentalny na kwintet dęty (1973)
- Les ailes (Skrzydła) na taśmę (1973)
- Electronic & Instrumental Music (1974)
- Róża wiatrów na orkiestrę (1976)
- Muzyka wiosenna na flet, obój, skrzypce i syntezator (ew. taśmę) (1978)
- Pełnia lata na klarnet, fortepian, wiolonczelę i dźwięki elektroniczne (1979)
- Bora na orkiestrę (1979)
- Sirocco na orkiestrę (1980)
- Pieśń jesienna na klawesyn i taśmę (1981)
- Zatarty ślad – epitafium dla K.S. na taśmę (1982)
- Textures – muzyka komputerowa (1984)
- Terra incognita na orkiestrę (1984)
- Sceny liryczne na 9 instrumentów (1986)
- Tlaloc na klawesyn i perkusję (1986)
- Tableaux vivants dans les jardins à l'anglaise na syntezator i taśmę (1986)
- Ptaki, 8 krótkich utworów na klarnet, wiolonczelę i fortepian (1988)
- Cadenze e arie na gitarę solo (1988)
- Antiphonae na taśmę (1989)
- Bucolica (Morton Feldman in memoriam) na flet solo (1989)
- Trzy etiudy rytmiczne na fortepian (1990)
- Pianolinel na taśmę (1991)
- La gioia na orkiestrę smyczkową lub 9 instrumentów smyczkowych (1991)
- Tierra caliente na taśmę (1992)
- Motu proprio na fagot i fortepian (1992)
- Sonant na kwartet puzonowy (1992)
- 7 haiku na głos żeński i 5 instrumentów (1993)
- Koncert na gitarę elektryczną i zespół instrumentalny (1993)
- Podróż zimowa na flet, obój, klarnet, klawesyn, skrzypce, wiolonczelę i taśmę (1995)
- Symfonia nr 1 (1995)
- Mijkayo na zespół instrumentów japońskich (1996)
- Speculum vitae na taśmę i orkiestrę (1996)
- Koncert na skrzypce i orkiestrę (1996)
- Trzy pieśni niemieckie do słów Josepha von Eichendorffa i Dursa Grünbeina na baryton i gitarę (1997)
- Trzy pieśni do słów Dursa Grünbeina na baryton i gitarę (1997)
- Northern lights (Aurora Borealis) na klawesyn amplifikowany i taśmę (1998)
- Sekstet na kwintet dęty i fortepian (1998)
- Zmienne struktury na klarnet, puzon, fortepian i wiolonczelę (2000)
- Symfonia nr 2 (2001)
- Kwartet smyczkowy nr 1 (2002)
- Wilanowskie pejzaże na kwartet smyczkowy i flet (2002)
- Jaśniejszy odcień szarości na skrzypce i elektronikę (2002)
- Concerto per clarinetto e orchestra (2002–2003)
- Madrygały polskie na sopran i zespół instrumentów dawnych do wierszy staropolskich poetów (2004)
- Symfonia nr 3 "Góry" na orkiestrę (2004–2005)
- Muzyka na 21 instrumentów i perkusję (2007)
- Kwartet smyczkowy nr 2 (2008–2009)
- Partita na organy i (lub) klawesyn (2008–2009)
- One minute Valse na orkiestrę (2009)
- Chorea polonica na 4 viole de gamba (2011)
- Kwartet smyczkowy nr 3 (2013)

## Publikacje
- 1963 Instrumenty perkusyjne we współczesnej orkiestrze (zrewidowana w 1981)[8]
- 1989 Muzyka elektroniczna (wyd. II 2002 ISBN 83-224-0810-2)[9]
- 1999 Leksykon współczesnej perkusji[10]